# استفتاء استقلال كرواتيا 1991
عقدت كرواتيا استفتاء الاستقلال في 19 مايو 1991، بعد الانتخابات البرلمانية عام 1990 وتصاعد التوترات العرقية التي أدت إلى تفكك يوغوسلافيا. وبنسبة مشاركة بلغت 83٪ وافق 93٪ منهم على الاستقلال. في وقت لاحق، أعلنت كرواتيا استقلالها وحل ارتباطها مع يوغوسلافيا في 25 يونيو 1991، لكنها فرضت وقفاً اختيارياً لمدة ثلاثة أشهر على القرار عندما حثته المجموعة الاقتصادية الأوروبية ومؤتمر الأمن والتعاون في أوروبا على القيام بذلك من خلال اتفاقية بريوني. تصاعدت حرب الاستقلال الكرواتية خلال فترة الوقف وفي 8 أكتوبر 1991 قطع البرلمان الكرواتي جميع العلاقات المتبقية مع يوغوسلافيا. في عام 1992، منحت دول المجموعة الاقتصادية الأوروبية كرواتيا الاعتراف الدبلوماسي وتم قبولها في الأمم المتحدة.

## خلفية

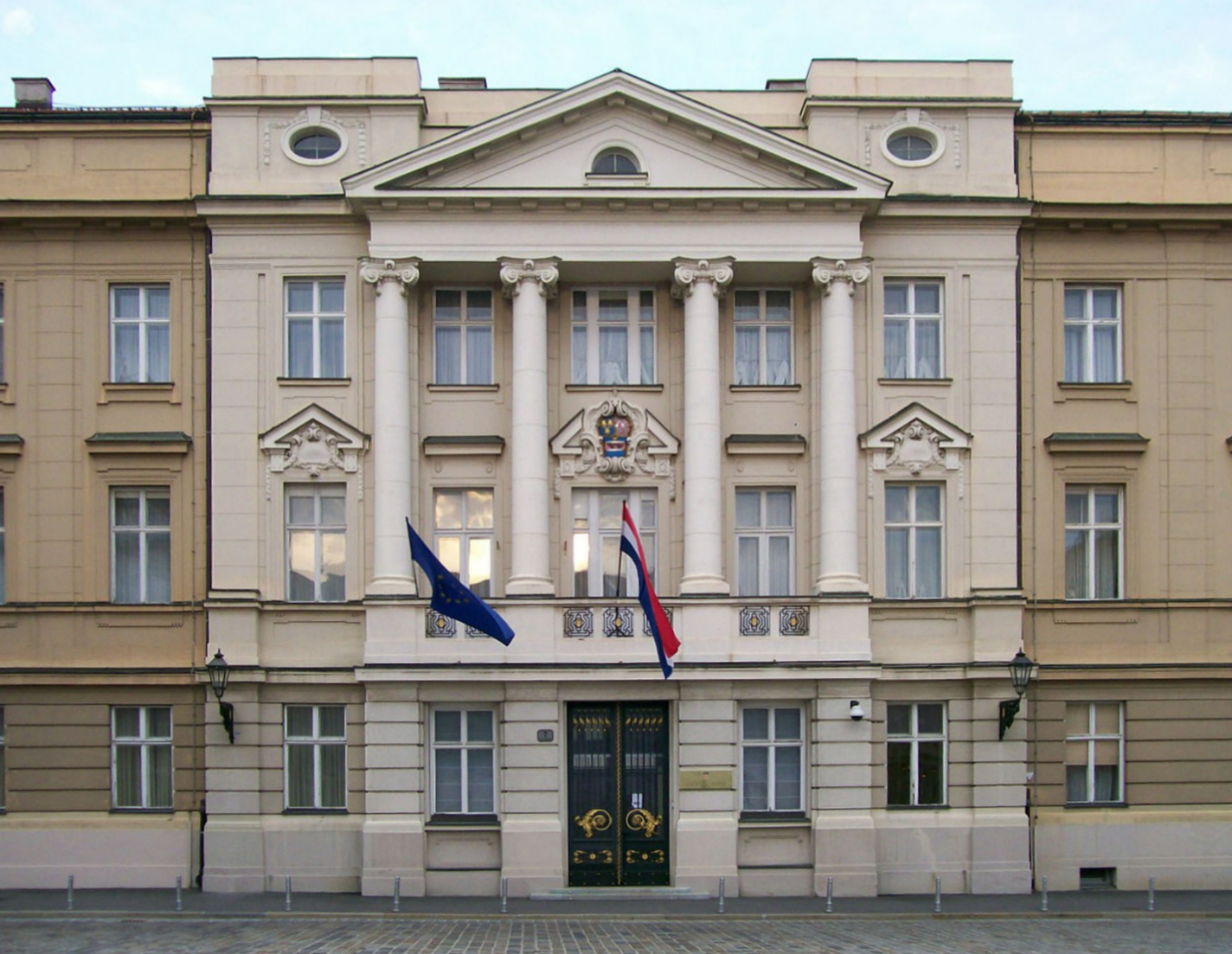
مبنى البرلمان الكرواتي.

بعد الحرب العالمية الثانية، أصبحت كرواتيا جمهورية اتحادية اشتراكية بنظام الحزب الواحد في جمهورية يوغوسلافيا الاشتراكية الاتحادية. كانت كرواتيا تحكم من قبل رابطة الشيوعيين وتتمتع بدرجة من الحكم الذاتي داخل الاتحاد اليوغوسلافي. في عام 1967، نشرت مجموعة من الكتاب واللغويين الكرواتيين إعلانًا بشأن مكانة واسم اللغة الأدبية الكرواتية، مطالبين بقدر أكبر من الاستقلالية للغة الكرواتية. ساهم الإعلان في حركة وطنية تسعى إلى مزيد من الحقوق المدنية واللامركزية في الاقتصاد اليوغوسلافي، وبلغت ذروتها خلال الربيع الكرواتي عام 1971، والذي قمعته القيادة اليوغوسلافية. أعطى دستور يوغوسلافيا لعام 1974 مزيدًا من الاستقلالية للوحدات الفيدرالية، مما أدى بشكل أساسي إلى تحقيق هدف الربيع الكرواتي وتوفير أساس قانوني لاستقلال المكونات الفيدرالية.
في الثمانينيات، تدهور الوضع السياسي في يوغوسلافيا، مع اشتداد التوتر الوطني عام 1986 من خلال مذكرة للأكاديمية الصربية للعلوم والفنون وانقلابات عام 1989 في فويفودينا، كوسوفو والجبل الأسود. في يناير 1990، انقسم حزب رابطة شيوعيي يوغوسلافيا على أسس وطنية، حيث طالب الفصيل الكرواتي باتحاد فدرالي أكثر مرونة. في نفس العام، أجريت أول انتخابات متعددة الأحزاب في كرواتيا، حيث أدى فوز فرانيو تودجمان إلى مزيد من التوترات القومية. قاطع السياسيون الصرب الكرواتيون البرلمان، واستولى الصرب المحليون على الأراضي التي يسكنها الصرب، وأقاموا حواجز على طرق هذه المناطق لتصبح مستقلة. سوف تتحد مناطق الحكم الذاتي الصربية قريبًا لتصبح جمهورية كرايينا الصربية الغير المعترف بها دوليًا، عازمة على تحقيق الاستقلال عن كرواتيا.

## الاستفتاء وإعلان الاستقلال

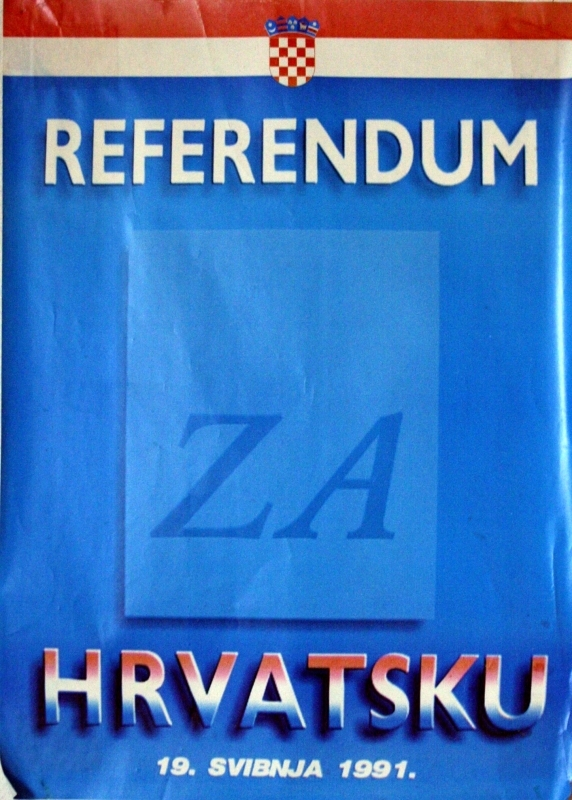
ملصق الاستفتاء.

في 25 أبريل 1991، قرر البرلمان الكرواتي إجراء استفتاء على الاستقلال في 19 مايو. نُشر القرار في الجريدة الرسمية لجمهورية كرواتيا وأصبح رسميًا في 2 مايو 1991. وقدم الاستفتاء خيارين، الأول ستصبح كرواتيا دولة مستقلة وذات سيادة، تضمن الاستقلال الثقافي والحقوق المدنية للصرب والأقليات الأخرى في كرواتيا، وحرية تكوين رابطة للدول ذات السيادة مع جمهوريات يوغوسلافيا السابقة الأخرى. الثاني، ستبقى كرواتيا في يوغوسلافيا كدولة اتحادية موحدة. ودعت السلطات المحلية الصربية إلى مقاطعة التصويت. تم إجراء الاستفتاء المضاد البديل قبل أسبوع في المناطق التي يسيطر عليها الصرب حيث سُئل الناخبون عما إذا كانوا يريدون البقاء جزءًا من يوغوسلافيا مع تأجيل هذا الاستفتاء في جنوب سلافونيا الشرقية حيث تم إجراؤه في نفس يوم استفتاء الاستقلال الكرواتي. تم إجراء استفتاء الاستقلال الكرواتي في 7691 مركز اقتراع، حيث تم منح الناخبين ورقتين زرقاء وحمراء، مع خيار استفتاء واحد لكل منهما، مما يسمح باستخدام أي من بطاقات الاقتراع أو كليهما. تم تمرير سؤال الاستفتاء الذي يقترح استقلال كرواتيا، والذي تم تقديمه في الورقة الزرقاء، بنسبة 93.24٪ لصالحه، و4.15٪ ضده، و1.18٪ من الأصوات الباطلة أو الفارغة. أما سؤال الاستفتاء الثاني، الذي اقترح بقاء كرواتيا في يوغوسلافيا، فقد تم رفضه بنسبة 5.38٪ لصالحه، و92.18٪ ضده و2.07٪ من الأصوات الباطلة. بلغت نسبة المشاركة 83.56٪.
أعلنت كرواتيا في وقت لاحق استقلالها وحل ارتباطها بيوغوسلافيا في 25 يونيو 1991. حثت المجموعة الاقتصادية الأوروبية ومؤتمر الأمن والتعاون في أوروبا السلطات الكرواتية على تعليق القرار لمدة ثلاثة أشهر. وافقت كرواتيا على تجميد إعلان استقلالها لمدة ثلاثة أشهر من خلال اتفاقية بريوني، مما أدى في البداية إلى تخفيف حدة التوترات. ومع ذلك، تصاعدت حرب الاستقلال الكرواتية. في 7 أكتوبر، عشية انتهاء فترة الوقف، هاجم سلاح الجو اليوغوسلافي المبنى الحكومي الرئيسي في زغرب. في 8 أكتوبر 1991، انتهى الوقف الاختياري، وقطع البرلمان الكرواتي جميع العلاقات المتبقية مع يوغوسلافيا. وعقدت تلك الجلسة الخاصة للبرلمان في مبنى شركة إينا في شارع يوبيتشيفا في زغرب بسبب المخاوف الأمنية التي أثارتها الغارة الجوية اليوغوسلافية المذكورة أعلاه؛ على وجه التحديد، كان يخشى أن يهاجم سلاح الجو اليوغوسلافي مبنى البرلمان. تم الاحتفال بيوم استقلال كرواتيا في 8 أكتوبر لفترة من الوقت. في الوقت الحاضر، 8 أكتوبر هو يوم ذكرى البرلمان الكرواتي ولم يعد يوم عطلة رسمية.

## الإعتراف

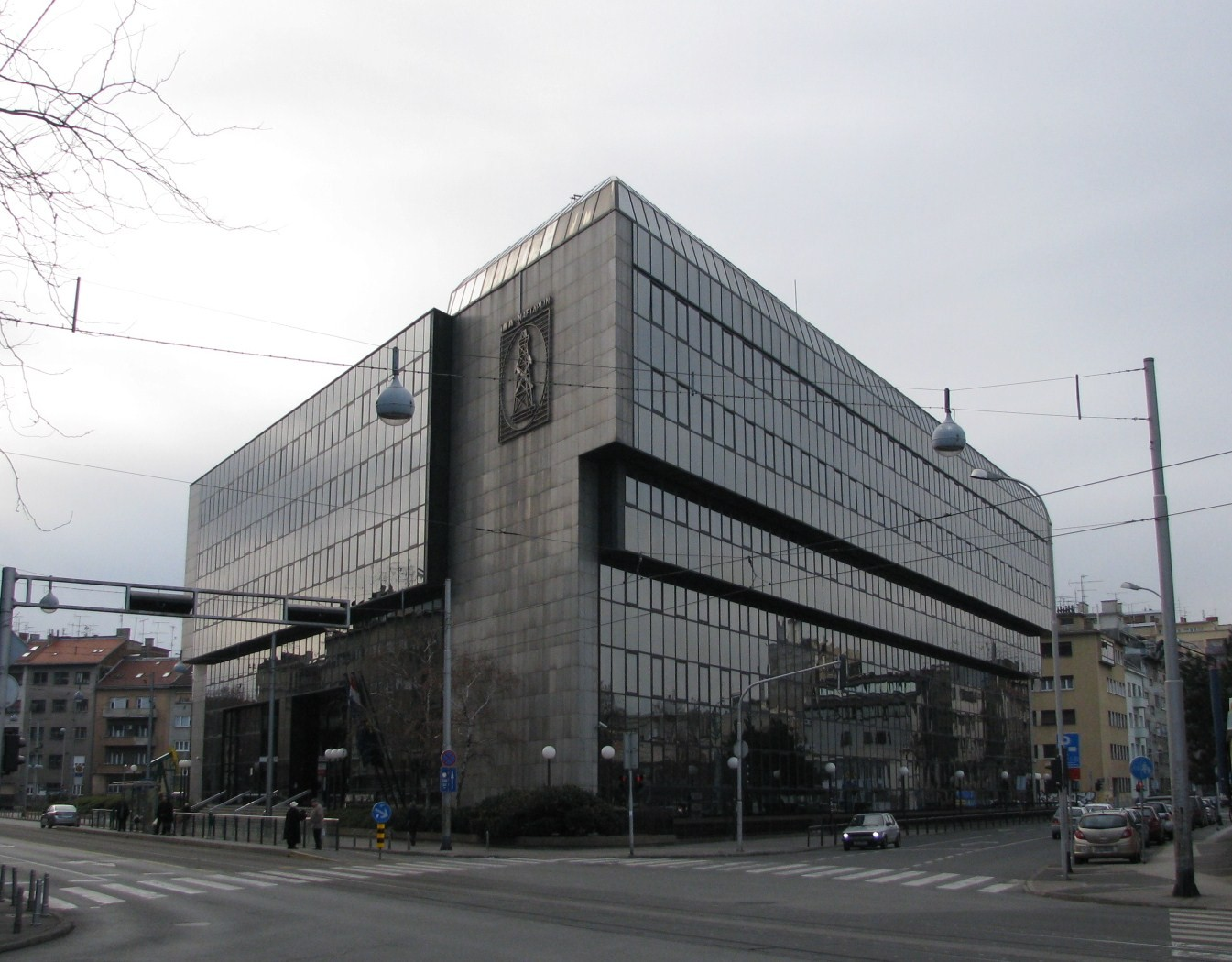
تم اختيار مبنى شركة إينا في شارع يوبيتشيفا في زغرب لأسباب أمنية كمكان لإعلان البرلمان الاستقلال في 8 أكتوبر 1991.

تم إنشاء لجنة التحكيم لمؤتمر السلام حول يوغوسلافيا من قبل مجلس الاتحاد الأوروبي والمجموعة الاقتصادية الأوروبية في 27 أغسطس 1991 لتقديم الاستشارة القانونية والمعايير للاعتراف الدبلوماسي بالجمهوريات اليوغوسلافية السابقة. في أواخر عام 1991، ذكرت اللجنة، من بين أمور أخرى، أن يوغوسلافيا كانت في طريقها إلى التفكك، وأن الحدود الداخلية للجمهوريات اليوغوسلافية لا يمكن تغييرها ما لم يتم الاتفاق عليها بحرية. كانت عوامل الحفاظ على حدود كرواتيا قبل الحرب، التي حددتها لجان ترسيم الحدود في عام 1947، هي التعديلات الدستورية الفيدرالية اليوغوسلافية لعامي 1971 و1974، والتي منحت أن الحقوق السيادية كانت تمارس من قبل الوحدات الفيدرالية، وأن الاتحاد لم يكن لديه سوى السلطة المنقولة على وجه التحديد لها من قبل الدستور.
دعت ألمانيا إلى الاعتراف السريع بكرواتيا، مشيرة إلى أنها تريد وقف العنف المستمر في المناطق التي يقطنها الصرب. وقد عارضته فرنسا والمملكة المتحدة وهولندا، لكن الدول اتفقت على اتباع نهج مشترك وتجنب الإجراءات أحادية الجانب. في 10 أكتوبر، بعد يومين من تأكيد البرلمان الكرواتي إعلان الاستقلال، قررت المجموعة الاقتصادية الأوروبية تأجيل أي قرار يخص الاعتراف بكرواتيا لمدة شهرين، وقررت الاعتراف باستقلال كرواتيا في غضون شهرين إذا لم تنته الحرب بحلول ذلك الوقت. مع انتهاء الموعد النهائي، قدمت ألمانيا قرارها بالاعتراف بكرواتيا وهو الموقف الذي أيدته إيطاليا والدنمارك. حاولت فرنسا والمملكة المتحدة منع الاعتراف من خلال صياغة قرار للأمم المتحدة يطلب عدم اتخاذ إجراءات أحادية الجانب يمكن أن تؤدي إلى تفاقم الوضع، لكنهما تراجعتا خلال مناقشة مجلس الأمن التابع للأمم المتحدة في 14 ديسمبر، عندما بدت ألمانيا مصممة على تحدي قرار الأمم المتحدة.
في 17 ديسمبر، وافقت المجموعة الاقتصادية الأوروبية رسميًا على منح كرواتيا الاعتراف الدبلوماسي في 15 يناير 1992، بناءً على رأي لجنة التحكيم لمؤتمر السلام حول يوغوسلافيا. وقضت اللجنة بأنه لا ينبغي الاعتراف باستقلال كرواتيا على الفور، لأن الدستور الكرواتي الجديد لا يوفر الحماية للأقليات التي تتطلبها المجموعة الاقتصادية الأوروبية. رداً على ذلك، قدم الرئيس فرانيو تودجمان تأكيدات خطية لروبرت بادينتر بأن العجز سوف يتم تداركه. أعلنت جمهورية كرايينا الصربية رسميًا انفصالها عن كرواتيا في 19 ديسمبر، لكن لم يتم الاعتراف بدولتها واستقلالها دوليًا. في 26 ديسمبر، أعلنت السلطات اليوغوسلافية عن خطط لدولة أصغر، والتي يمكن أن تشمل الأراضي التي تم الاستيلاء عليها من كرواتيا، لكن الخطة رفضت من قبل الجمعية العامة للأمم المتحدة.
تم الاعتراف بكرواتيا لأول مرة كدولة مستقلة في 26 يونيو 1991 من قبل سلوفينيا، والتي أعلنت استقلالها في نفس اليوم مع كرواتيا. تبعتها ليتوانيا في 30 يوليو، وأوكرانيا ولاتفيا وآيسلندا وألمانيا في ديسمبر 1991. منحت دول المجموعة الاقتصادية الأوروبية كرواتيا الاعتراف في 15 يناير 1992، وقبلتها الأمم المتحدة في مايو 1992.

## النتائج
| نتائج استفتاء الاستقلال الكرواتي 1991        | نتائج استفتاء الاستقلال الكرواتي 1991 | نتائج استفتاء الاستقلال الكرواتي 1991 |
| -------------------------------------------- | ------------------------------------- | ------------------------------------- |
| الناخبين                                     | 3،652،225                             | 3،652،225                             |
| المشاركين                                    | (83.56%) 3،051،881                    | (83.56%) 3،051،881                    |
| دعم سيادة واستقلال كرواتيا                   |                                       |                                       |
| خيارات التصويت                               | الأصوات                               | %                                     |
| نعم                                          | 2،845،521                             | 93.24                                 |
| لا                                           | 126،630                               | 4.15                                  |
| دعم كرواتيا المتبقية في يوغوسلافيا الاتحادية |                                       |                                       |
| خيارات التصويت                               | الأصوات                               | %                                     |
| نعم                                          | 164،267                               | 5.38                                  |
| لا                                           | 2،813،085                             | 92.18                                 |

## التبعات
على الرغم من أنه ليس عطلة عامة، إلا أن يوم 15 يناير هو اليوم الذي حصلت فيه كرواتيا على اعتراف دولي من قبل وسائل الإعلام والسياسيين الكرواتيين. في الذكرى العاشرة لهذا اليوم في عام 2002، قام البنك الوطني الكرواتي بسك عملة تذكارية من فئة 25 كونا. في الفترة التي أعقبت إعلان الاستقلال، تصاعدت الحرب، مع حصار فوكوفار ودوبروفنيك، والقتال في أماكن أخرى، حتى وقف إطلاق النار في 3 يناير 1992 أدى إلى الاستقرار والحد بشكل كبير من العنف. انتهت الحرب فعليًا في أغسطس 1995 بانتصار حاسم لكرواتيا نتيجة لعملية العاصفة. تم إنشاء حدود كرواتيا الحالية عندما أعيدت منطقة الحكم الذاتي الصربية في سلوفينيا الشرقية وبرانيا وسيرميا الغربية إلى كرواتيا بموجب اتفاقية اردوت في نوفمبر 1995، مع انتهاء العملية في يناير 1998.

## أنظر أيضا
- استقلال كرواتيا
- حرب الاستقلال الكرواتية
- علاقات كرواتيا الخارجية